# Highasakite
Highasakite est un groupe de musique norvégien composé à la base d'Ingrid Helene Håvik (chant, autoharpe, steel drum) et Trond Bersu (batterie, percussions). Jusqu'en 2019, il était complété par Øystein Skar (synthétiseurs), Marte Eberson (synthétiseurs) et Kristoffer Lo (guitare, flugabone).

## Histoire du groupe
Créé en 2011 à la suite de la rencontre d'Ingrid Helene Håvik et de Trond Bersu au Conservatoire de Jazz de Trondheim, Highasakite (de l'expression anglaise high as a kite, c'est-à-dire complètement « perché », généralement à la suite de la prise d'alcool ou de drogues) se renforce rapidement avec l'arrivée d'Øystein Skar.
Le trio enregistre en 2012 son premier album, All That Floats Will Rain (Riot Factory). Le disque se classe en seizième position dans le Top 40 norvégien. La tournée qui s'ensuit permet au groupe d'accroître sa notoriété en Norvège, ainsi que de se produire sur des scènes étrangères, souvent à l'occasion de festivals (SXSW aux États-Unis, Roskilde au Danemark, Mama Festival en France). Highasakite est nommé lors des Spellemannprisen 2012 dans la catégorie « Årets nykommer » (révélation de l'année), mais le prix est finalement remporté par LidoLido.
L'inclusion de deux nouveaux membres (Marte Eberson et Kristoffer Lo) permet au groupe de développer un son plus riche et complexe, qui caractérise l'album Silent Treatment, publié en 2013 par le label Propeller Recordings. La tournée promotionnelle de l'album emmène le groupe à travers l'Europe et les États-Unis, et l'amène à se produire pour la première fois en Asie (Japon, Taiwan, Hong Kong) ainsi qu'en Australie. Silent Treatment prend la première position du Top 40 norvégien dès sa sortie et reste classé durant quatre-vingt-quatorze semaines consécutives, ce qui établit un nouveau record national.
Ce succès populaire se double d'une reconnaissance critique, Highasakite remportant le Bendiksenprisen (décerné par le ministère de la culture norvégien), ainsi que les prix WiMP (un service de streaming musical scandinave) et Dagbladet (un grand quotidien norvégien) récompensant le meilleur album norvégien de l'année en 2014. Le groupe rafle également le Spellemannprisen 2014 de meilleur groupe pop et meilleure compositrice (pour Ingrid Helene Håvik) lors de la cérémonie du 17 janvier 2015.
Un extrait du titre inédit Keep That Letter Safe est utilisé dans le générique de la série norvégienne Acquitted (Frikjent en version originale), diffusée sur la chaîne TV 2 à partir du 2 mars 2015. Ce nouveau morceau est dévoilé en intégralité en Juin 2015, mois au cours duquel le groupe accompagne Of Monsters And Men sur une partie de la tournée promotionnelle du second album de l'ensemble islandais (Beneath The Skin). Highasakite participe à plusieurs festivals norvégiens au cours de l'été, avant de reprendre la route aux côtés du quintette de Keflavík à la fin du mois de novembre.
Le troisième album de Highasakite, Camp Echo, est annoncé pour le 20 mai 2016. Un premier extrait, Someone Who'll Get It, est rendu public le 29 janvier 2016. L'album passe 49 semaines dans le Top 40 norvégien, et une semaine dans le Top 50 australien. À l'instar du titre de la chanson éponyme, qui fait référence à l'un des camps de la prison de Guantánamo, Camp Echo explore des thématiques plus sombres que ces prédécesseurs, comme les répercussions des attentats du 11 Septembre sur les sociétés occidentales et le changement climatique.
Highasakite remporte le prix de "groupe pop de l'année" (Årets popgruppe) lors de la cérémonie de remise des Spellemannprisen de l'année 2016, le 27 janvier 2017. Le 21 avril 2017, le groupe rend public un nouveau morceau, 5 Million Miles, produit par le duo Stargate. Un clip illustrant ce titre, filmé par Stian Andersen (Susanne Sundfør, Röyksopp, Karpe Diem, Kvelertak...), sort le 26 mai.
En 2017 Highasakite prend un nouveau virage en revenant à sa composition d'origine avec Ingrid Helene Håvik et Trond Bersu. Il sort son quatrième album Uranium Heart le 1er février 2019.

## Style musical et influences
La musique de Highasakite peut être qualifiée d'indie pop, les mélodies accessibles et accrocheuses du groupe se basant sur des arrangements complexes et mettant souvent à contribution des instruments rarement utilisés dans la pop classique (steel drum, cythare, flugabone).
Ingrid Helene Håvik, principale compositrice et parolière de Highasakite, cite Mary Margaret O'hara, Fever Ray et Diamanda Galás comme influences majeures. Son style vocal s'inspire également en partie des chœurs traditionnels bulgares.

## Discographie

### Albums
| Année | Album                     | Meilleur classement | Meilleur classement |
| Année | Album                     | NOR                 | AUS                 |
| ----- | ------------------------- | ------------------- | ------------------- |
| 2012  | All That Floats Will Rain | 16                  | -                   |
| 2013  | Silent Treatment          | 1                   | -                   |
| 2016  | Camp Echo                 | 1                   | 24                  |
| 2019  | Uranium Heart             | -                   | -                   |
| 2022  | Mother                    | -                   | -                   |

### Singles
| Année | Single                | Album                     |
| ----- | --------------------- | ------------------------- |
| 2012  | Indian Summer         | All That Floats Will Rain |
| 2012  | My Soldier            | -                         |
| 2012  | In And Out Of Weeks   | -                         |
| 2013  | Since Last Wednesday  | Silent Treatment          |
| 2014  | Darth Vader           | -                         |
| 2016  | Someone Who'll Get It | Camp Echo                 |